# Buick Park Avenue
 (juin 2023).
Si vous disposez d'ouvrages ou d'articles de référence ou si vous connaissez des sites web de qualité traitant du thème abordé ici, merci de compléter l'article en donnant les références utiles à sa vérifiabilité et en les liant à la section « Notes et références ».
Buick Park Avenue est une voiture full-size construite par Buick. L'appellation a été utilisée pour la première fois en 1975 pour une option sur l’Electra 225 Limited. Il est devenu un niveau de finition Electra en 1978 et un modèle à part entière à partir de l’année modèle 1991 après l’arrêt de l’Electra.
Deux générations de Park Avenue ont été fabriquées aux États-Unis jusqu’en 2005. En 2007, l'appellation a été reprise sur une grande berline Buick construite par Shanghai GM pour le marché chinois sur la base du Holden Caprice de la gamme WM/WN. L'appellation est dérivée de l’affluent New York City boulevard, Park Avenue. 

## Park Avenue I (1975-1990)
Apparu en 1975 dans la gamme Buick, le nom Park Avenue avait été utilisé auparavant par Cadillac (brièvement au cours des années 1960).
Le groupe Park Avenue executive était un groupe d'option sur le modèle Buick Limited 4 portes 1975. Les premières Park Avenue avaient en équipement de série des sièges avant individuels différents de ceux des autres modèles Limited avec une console pleine longueur à l'avant, l'air climatisé automatique, une radio AM-FM stéréo, un différentiel à glissement limité, une colonne de direction inclinable et télescopique et d'autres équipements.
Plus tard dans l'année, la console et quelques autres équipements furent supprimés de ce groupe d'options à la demande de certains clients qui voulaient une voiture 6 place avec les sièges Park Avenue mais il était toujours possible de les commander en option.
En 1977, la voiture devient plus petite comme les autres Electra et Limited et la console n'est plus disponible avec l'option Park Avenue.
En 1978, "Park Avenue" n'est plus un groupe d'options sur le modèle Limited mais un modèle Electra séparé qui est toujours plus luxueux que le modèle Limited. Il est aussi possible d'avoir une Electra Park Avenue 2 portes cette année-là. Aucune inscription "Electra" ou "Limited" n'est visible sur la carrosserie à partir de cette année-là.
En 1985, la Park Avenue et les autres Electra, reçoivent une nouvelle carrosserie encore plus petite et monocoque. C'est maintenant un modèle à traction qui n'est plus le plus gros modèle Buick mais c'est toujours le plus luxueux.
En 1989, une version « Ultra » de la Park Avenue comprend un intérieur en cuir, un toit de vinyle et une finition spéciale. Ce modèle est peu populaire et ne correspond pas au modèle Park Avenue Ultra d'après 1990.

## Park Avenue II (1991-2005)
En 1991, Buick laisse tomber les noms Electra, Electra Limited, Electra T/Type de même que les modèles deux portes. Seuls les modèles Park Avenue et Park Avenue Ultra demeurent. En même temps, la Park Avenue subit une refonte esthétique et une version suralimentée du V6 3.8 litres devient disponible en option sur le modèle Park Avenue Ultra (qui est plus "sportif" que le modèle Ultra précédent). L'année suivante, le moteur compressé devient standard sur la version Ultra (qui n'est pas disponible en Europe).
En 1997, le modèle Park Avenue subit sa dernière refonte esthétique et reçoit une nouvelle carrosserie qu'elle partage avec l'Oldsmobile Aurora et la Buick Riviera. Ce modèle est produit jusqu'en 2005 et la version plus dispendieuse du nouveau modèle Buick Lucerne l'a remplacée jusqu'en 2012.

## Park Avenue III (2007-2012)
De 2007 à 2012, une nouvelle Buick Park Avenue est vendue en Chine. Il s'agit d'une version de la Holden Statesman.